# Abra caminho para os Patinhos
Abra Caminho para os Patinhos é uma escultura de Nancy Schön, que recria a família de patos do clássico infantil de Robert McCloskey, "Make Way for Ducklings".
O conjunto original de estátuas de bronze foi instalado no Parque Público de Boston em 1987, e uma cópia foi instalada em Moscou, no Convento de Novodevichy, em 1991.

## Boston
Abra Caminho para os Patinhos está instalada no Parque Público de Boston. A estátua mais alta tem apenas 97 cm de altura, e a caravana de patos de bronze assentados em paralelepípedos de Boston se estende por 10,67 m de frente para trás. A estátua, instalada em 4 de outubro de 1987, foi um tributo a Robert McCloskey “cuja história ... tornou o Boston Public Garden familiar para as crianças do mundo todo”. A escultura Abra Caminho para os Patinhos é rotineiramente vestida com roupas durante todo o ano, para várias equipes esportivas de Boston, para eventos como a Maratona de Boston e para feriados como o Dia das Mães.

## Moscou

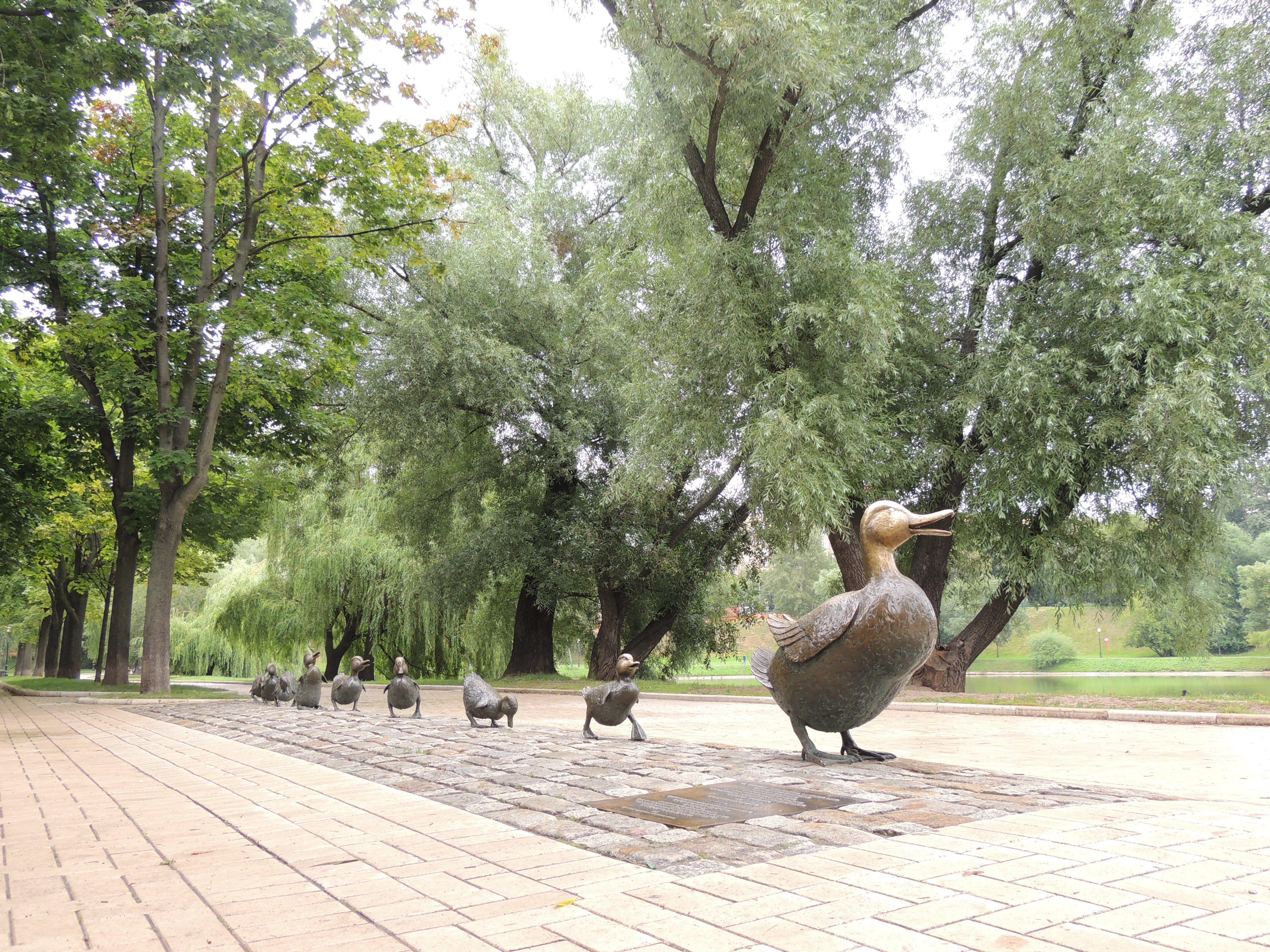
As estátuas no Convento de Novodevichy, em Moscou.

Uma escultura, semelhante ao conjunto original no Parque Público de Boston, foi erguida no Convento de Novodevichy em Moscou, como parte do Tratado de Redução de Armas Estratégicas pela empresa de paisagismo e construção Capizzi & Co. Inc., em 30 de julho de 1991. O equipamento, as estátuas, os paralelepípedos e os trabalhadores foram transportados pela Força Aérea dos EUA em um C-5 com o equipamento pesado, o combustível diesel e outras ferramentas variadas que seriam necessárias. As estátuas individuais, que tinham um comprimento total de 12 metros, foram apresentadas pela Primeira-dama dos Estados Unidos, Barbara Bush, à primeira-dama russa, Raíssa Gorbachova, como um presente para as crianças da então União Soviética. Quatro dos patos foram roubados, um em 1991 e três em fevereiro de 2000. Os ladrões, na esperança de vender os patos como sucata, cortaram as estátuas nas pernas. Os patos foram substituídos em setembro de 2000, em uma cerimônia de rededicação com a presença do ex-presidente da União Soviética, Mikhail Gorbatchov.